# Нео—Гвельфізм
Нео—гвельфізм — це італійський політичний рух XIX століття, започаткований Вінченцо Джоберті, який прагнув об'єднати Італію в єдине королівство з королем Папи Римського. Незважаючи на незначну підтримку населення, рух викликав інтереси серед інтелектуалів, журналістів та католицьких політиків-реформаторів. Вони також були пов'язані як з онтологізмом, філософським рухом, так і з раціоналістично налаштованою теологією.

## Філософія та платформа
Оскільки в XIX столітті в Італії не було сучасних політичних партій, нео — гвельфи були лише колами інтелектуалів, аристократів, журналістів та бізнесменів з католицькими та унітарними тенденціями. Рух не був надто націоналістичним, вважаючи за краще конфедерацію між кількома італійськими державами на чолі з Папою Римським . Що стосується соціальних питань, то нео — гвельфи, як правило, підтримували як реформаторську, так і політику правопорядку.
Багато нео-гвельфістів вважали, що Джованні Мастай-Ферретті (обраний папою Пієм IX у 1846 р.) Посилить їх справу, але він відкинув їх рух. Це відхилення всюди засмучувало католицьких лібералів, і антиклерикальні ліві сприймали це як доказ того, що папство за своєю суттю є реакційним — готовим пожертвувати своєю автономією і італійською державою просто для захисту вузьких тимчасових інтересів, таких як благородні інтереси в папському штатів . Папи, як правило, походили з цієї знаті, не кажучи вже про курію та ватиканську ієрархію загалом.
У П'ємонт-Сардинії рух набрав достатнього впливу, щоб встановити двох нео-гвельфів в уряді: Чезаре Бальбо з березня по липень 1848 р. І самого Джоберті з грудня 1848 р. По лютий 1849 р. Однак остаточна поразка Австрії в Першій війні за незалежність спричинила занепад неогельфізму, який розглядався як занадто помірний і «папістський» , на користь парламентської правої групи, яка призначила поєднання війни та дипломатії для об'єднання Італії під Савойським домом .
Після франко-австрійської війни 1859 р., Яка надала П'ємонту-Сардинії контроль над Північною Італією (крім Венето), неогельфізм вважався застарілим і недоступним. У 1860 р. Республіканець Джузеппе Гарібальді очолив свою експедицію в Південній Італії, що врешті-решт призвело до об'єднання Італії під П'ємонтом-Сардинією, проте, залишивши Папство власною державою. Це полегшило побоювання з боку римо-католицьких країн, таких як Франція, які вважали, що об'єднана Італія може «розбестити» папство.

### Прихильники
- Прем'єр-міністр Сардинії Вінченцо Джоберті[en]
- Сардинський прем'єр-міністр Чезаре Бальбо[en] (коротко)
- Прем'єр-міністр Папи Пелегріно Россі[en]
- Міністр закордонних справ Папи Теренціо Маміані делла Ровере
- Письменник Алессандро Мандзоні[7][8]
- Монсеньйор Антоніо Росміні-Сербаті
- Маркіз Джино Каппоні
- Фізик Карло Маттейччі
- Історик Луїджі Тості